# Austrolebias
Austrolebias – rodzaj ryb karpieńcokształtnych z rodziny strumieniakowatych (Rivulidae).

## Klasyfikacja
Gatunki zaliczane do tego rodzaju:
| - Austrolebias adloffi – wachlarek pręgowany - Austrolebias affinis - Austrolebias alexandri - Austrolebias apaii - Austrolebias arachan - Austrolebias bellottii – wachlarek Belotta, wachlarek Bellotta, wachlarek niebieski - Austrolebias carvalhoi - Austrolebias charrua - Austrolebias cheradophilus - Austrolebias cinereus - Austrolebias cyaneus – wachlarek mniejszy - Austrolebias duraznensis - Austrolebias elongatus – wachlarek olbrzymi - Austrolebias gymnoventris | - Austrolebias ibicuiensis - Austrolebias jaegari - Austrolebias juanlangi - Austrolebias litzi - Austrolebias luteoflammulatus - Austrolebias melanoorus - Austrolebias minuano - Austrolebias monstrosus - Austrolebias nachtigalli - Austrolebias nigripinnis – wachlarek czarnopłetwy, - Austrolebias nigrofasciatus - Austrolebias nonoiuliensis - Austrolebias paranaensis - Austrolebias patriciae - Austrolebias paucisquama - Austrolebias periodicus - Austrolebias prognathus | - Austrolebias quirogai - Austrolebias reicherti - Austrolebias robustus - Austrolebias toba - Austrolebias univentripinnis - Austrolebias vandenbergi - Austrolebias varzeae - Austrolebias vazferreirai - Austrolebias viarius - Austrolebias wolterstorffi |

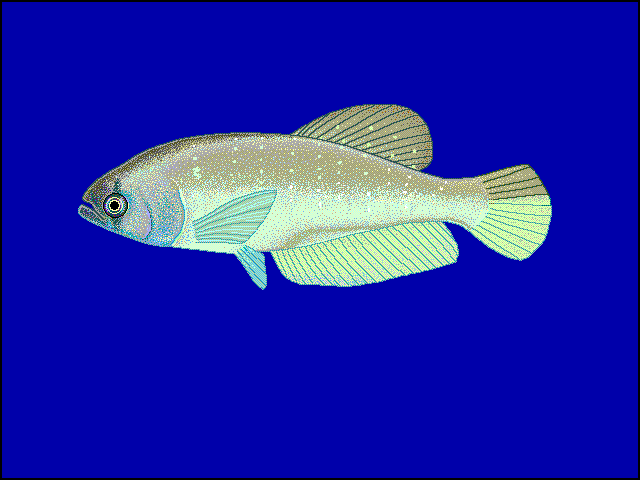
Austrolebias bellottii